# Alta Frequenza
Alta Frequenza è una radio locale della Corsica con sede ad Aiaccio fondata nel 1981 dall'imprenditore France Antona nell'anno di liberalizzazione delle frequenze in Francia. La radio trasmette sia in francese che in corso.
La radio è ricevibile in tutta l'isola in FM e in Radio digitale tra Marsiglia e il Principato di Monaco.

## Frequenze
- Ajaccio - Sartene - Valinco 103.2
- Bastia - Nebbio 98.9 - 101.7
- Corte - Corsica Centrale 104
- Porto Vecchio 93.7
- Bonifacio 101.2
- Calvi 87.9
- Ghisonaccia 107.4
- Nizza: Numerico
- Cannes: Numerico
- Marsiglia: Numerico

## Programmi
- Alta Frequenza in Giru
- Alta.music
- Café Corsé
- C'est le foot, dedicata al calcio in Corsica
- Corsic'Associu
- Detti Zittidini
- E notte d'Alta Frequenza
- E Nutizie di a settimana, giornale radio
- Hè un isula, programma musicale sulla musica isolana
- L'amuse-bouche
- Le billet d'humeur
- Les fins d'aprem
- Les Nuits Bleues, programma sulla musica latinoaricana
- On the Road, programma sulla musica blues
- Palisà
- Rock Alive, programma sulla musica rock e hard rock
- Spartistonda
- Storia Nustrale
- Scritti
- In Prima
- U Sguardu